# Prostanthera arapilensis
Prostanthera arapilensis là một loài thực vật có hoa trong họ Hoa môi. Loài này được M.L.Williams, Drinnan & N.G.Walsh mô tả khoa học đầu tiên năm 2006.